# Ніо (печера)
Ніо - печера, що розоташовується в Піренеях у департаменті Ар'єж, Франція. Довжина її становить понад 2 км.
Печера була цілком опанована людьми мадленської культури, які залишили на стінах численні малюнки з геометричними мотивами і зображення тварин, приналежними до стилю IV. Малюнки знайдено навіть у віддаленій важкодоступній частині печери, названій Галереєю Кластерів, до якої можна дістатися тільки перепливши підземне озеро. Найважливішою частиною комплексу є так званий Чорний Салон, прикрашений понад сотнею зображень зубрів, коней, оленів і козерогів. У найглибшій частині печери знайдено скелет куни і унікальний для палеолітичного мистецтва малюнок цього звіра, який може бути доказом якогось ритуального обряду.

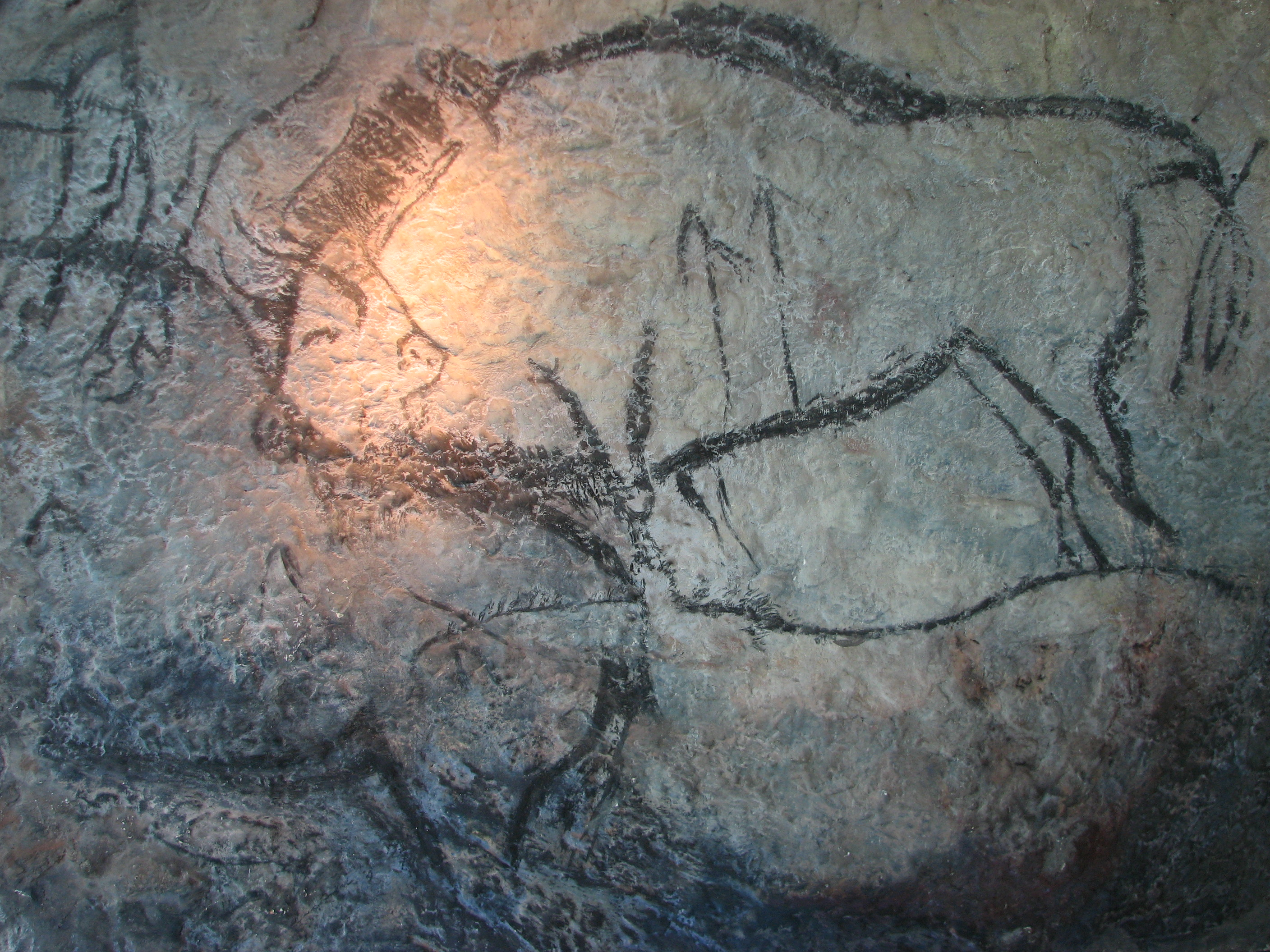
Малюнок зубра з печери Ніо

Малюнки віднайшов капітан Моляр. З 1906 р. вивчалися абатом А. Брейлем і Е. Картальяком. Перші малюнки зустрічаються в 500 м від входу. Це різні знаки, виписані червоною охрою, за ними гравіровані малюнки двох зубрів. Частина малюнків розташована на підлозі печери. Усього в печері нараховується 104 фігурних малюнки. Дві третини з них знаходяться у Чорному салоні. Більшість фігур досить виразні. Не піддаються розшифровці лише 15 малюнків, усього понад 300 знаків. Радіовуглецеве датування: центральна фігура зубра на пано I — 12890±160 рр., чорна смужка обабіч — 13060±200, маленький зубр на пано V — 13850±150 рр.

## Інформація для відвідувачів
На вході до печери відвідувачі можуть ознайомитися з виставкою фотографій починаючи з ХІХ століття і до наших часів, присвячених печері. Екскурсії здійснюються невеликими групами, для того, щоб не порушувати екологічну обстановку і мікроклімат усередині печери. Екскурсії бронюються заздалегідь. Відвідувачам рекомендується мати при собі зручне взуття і теплий одяг. Температура навіть влітку, близько 12 °С. Освітлення усередині грота робиться за допомогою переносних ламп, які видаються відвідувачам. Пройшовши 800 м коридором, відвідувачі потрапляють до Чорного салону з множиною наскельних малюнків зубрів, кіз, оленів, козлів.